# Liste bekannter Persönlichkeiten der Universität Stuttgart
Eine Reihe bekannter oder berühmter Persönlichkeiten hat an der Universität Stuttgart studiert oder gelehrt oder wurde von ihr mit der Würde eines Ehrenbürgers oder Ehrensenators geehrt. Diese sind nachfolgend aufgeführt.

## Akademische Ehrenbürger
Quellen: 
- 1929: Carl von Bach (1847–1931)
- 1929: Carl Bauer[4] (1876–1947)
- 1929: Wilhelm Bazille (1874–1934)
- 1929: Josef Beyerle (1881–1963)
- 1929: Eugen Bolz (1881–1945)
- 1929: Robert Bosch (1861–1942)
- 1929: Silvio Casanova
- 1929: Alfred Dehlinger (1874–1959)
- 1929: Walter Euting
- 1929: Sebastian Finsterwalder (1862–1951)
- 1929: Theodor Fischer (1862–1938)
- 1929: Johannes Görges (1859–1946)
- 1929: Paul von Hindenburg (1847–1934)
- 1929: Heinrich Kreß (1902–1985)
- 1929: Robert Meyding
- 1929: Walther Nernst (1864–1941)
- 1929: Albert Pflüger (1879–1965)
- 1929: Paul Hermann Reusch (1868–1956)
- 1929: Wolfgang Reuter
- 1929: Albert Schweitzer (1875–1965)
- 1929: Walter Sigel
- 1929: Arnold Sommerfeld (1868–1951)
- 1929: Karl Stieler (1842–1885)
- 1929: Aurel Stodola (1859–1942)
- 1929: Gustav Tarnmann
- 1931: Theodor von Pistorius (1861–1939)
- 1932: Richard Willstätter (1872–1942)
- 1946: Adolf Münzinger (1876–1962)
- 1949: Richard Grammel (1889–1964)
- 1949: Otto Hahn (1879–1968)
- 1949: Wilhelm Keil (1870–1968)
- 1951: Wilhelm Haspel (1898–1952)
- 1951: Jonathan Zenneck (1871–1959)
- 1952: Paul Bonatz (1877–1956)
- 1952: Hans Walz (1883–1974)
- 1953: Max Kade (1882–1967)
- 1953: Hanns Voith (1885–1971)
- 1954: Walther Bauersfeld (1879–1959)
- 1960: Carl Wurster (1900–1974)
- 1961: Otto Fahr (1892–1969)
- 1962: Walter Lippart (1899–1962)
- 1994: Hans Lutz Merkle (1913–2000)
- 1995: Richard von Weizsäcker (1920–2015), Bundespräsident a. D.
- 2004: Suzanne Mubarak (* 1941), Ehefrau von Husni Mubarak
- 2005: Manfred Rommel (1928–2013), Oberbürgermeister von Stuttgart a. D.

## Ehrensenatoren
Quellen: 
- Wolfgang Arnold, ehem. Technischer Vorstand und Vorstandssprecher der Stuttgarter Straßenbahnen AG
- Karl Eugen Becker (1932–2024), Vorsitzender der Geschäftsführung bzw. des Aufsichtsrates des TÜV Bayern bzw. TÜV Süd; 1989
- Helga Breuninger, Breuninger Stiftung
- Helmut Claas (1926–2021), ehem. geschäftsführender Gesellschafter der Firma Claas[6]
- Peter A. Eckenberg, Direktor und Geschäftsführer der Fa. Klöckner Stahlhandel
- Hermann Eisele, Vorstand Markelstiftung Stuttgart
- Rainer F. Elsässer, Vorstandsmitglied der Bayern AG
- Wilfried Ensinger, Gründer Ensinger GmbH
- Alwin Eppler, Beratender Ingenieur für das Bauwesen
- Wolfgang Eychmüller, ehem. Vorstandsvorsitzender der Wieland-Werke AG
- Artur Fischer (1919–2016)
- Klaus Fischer (* 1950), Geschäftsführender Gesellschafter der Fischer Holding & Co. KG
- Peter Fischer, ehem. Geschäftsführer der Alfing Keßler Firmengruppe
- Horst Geidel, Vorsitzender der Geschäftsführung der Behr GmbH & Co.
- Rolf Geisel, Alleingeschäftsführer der Friedrich Boysen GmbH und Co. KG
- Helmut Goldschmid, Index-Werke KG Hahn & Tesky
- Frank Goltermann, Firma Acterna
- Rüdiger Grube (* 1951), Vorstandsvorsitzender der Deutschen Bahn AG; 2013
- Eugen C. Hahn (* 1907)[7]
- Ulrich Haier (* 1923), Ingenieur, unter Leiter des Zentrallabor Technik bei Siemens und Präsident des DIN Berlin, Ehrensenator ab 1979[8]
- Berndt Heller, Vorsitzender der Geschäftsführung der Gebrüder Heller Maschinenfabrik GmbH
- Eberhard Hinderer
- Konrad Hinrichs
- Dieter Hundt (* 1938), Geschäftsführender Gesellschafter, Allgaier Werke GmbH
- Klaus-Dieter Laidig, Vorstandsmitglied der Baden-Württemberg:Connected e. V. (bwcon)
- Berthold Leibinger (1930–2018), ehem. Vorsitzender des Aufsichtsrats der Maschinenfabrik Trumpf GmbH & Co.
- Heinz Lilienfein
- Martin Litschel
- Friedrich W. Lohr, ehem. Mitglied des Vorstandes der Adam Opel AG
- Horst Marchart, ehem. Mitglied des Vorstandes Entwicklung der Dr.-Ing. h. c. F. Porsche AG
- Jean M. Moreau, Directeur du Cité Club Universitaire
- Manfred Prechtl, ehem. Mitglied des Aufsichtsrats der Baden-Württembergischen Bank AG; 1997
- Werner Riehle, Direktor i. R.
- Dr. Helmut Schelling
- Peter Schnell, ehem. Mitglied des Vorstands der Energieversorgung Schwaben AG
- Jürgen Stech, ehem. Vorsitzender des Vorstands der Technischen Werke der Stadt Stuttgart AG
- Reinhold Würth (* 1935), Vorsitzender des Beirats der Würth-Gruppe
- Walther Zügel (1933–2025), Vorsitzender des Kuratoriums der Landesgirokasse

## Bekannte Mitarbeiter

### Ingenieurwissenschaften
- Bernhard von Gugler (1812–1880), Mathematiker, Lehrer der Darstellenden Geometrie, von 1843 bis 1879 am Polytechnikum, von 1858 bis 1862 Rektor
- Julius Carl von Bach (1847–1931), von 1878 bis 1922 Professor für Dampfmaschinen, Dampfkessel, Maschinenelemente und Elastizitätslehre; ab 1899 Materialprüfungsanstalt (MPA) und Ingenieurlaboratorium
- Theodor Kösser (1854–1929), Architekt
- Theodor Fischer (1862–1938), Professor 1901–1908, prägte enge Verbindung zwischen Städtebau und Architektur und erneuerte die Architektur vom Handwerk aus; gilt als Gründer der Stuttgarter Schule
- Emanuel La Roche (1863–1922), Architekt, von 1882 bis 1884 am Polytechnikum
- Christian Otto Mohr (1867–1873), am Polytechnikum (Vorläufer der Universität)
- Gustav Blohm (1869–1943), Architekt und Hamburger Regierungsbaumeister, Studium am Polytechnikum
- Immanuel Herrmann (1870–1945), Professor für Elektrotechnik von 1902 bis 1933
- Emil Mörsch (1872–1950), Professor für Statik 1916–1939, Begründer der „Theorie der Betoneisenkonstruktion“, Ehrendoktor 1912
- Paul Bonatz (1877–1956), Vertreter der Stuttgarter Schule
- Otto Graf (1881–1956), Bauingenieur (Baustoffkunde und Baustoffprüfung)
- Carl Pirath (1884–1955), Bauingenieur, von 1926 bis 1955 Ordinarius des Instituts für Eisenbahn- und Verkehrswesen, 1929 Gründer des Verkehrswissenschaftlichen Instituts für Luftfahrt an der damaligen TH Stuttgart
- Georg Hans Madelung (1889–1972), Ingenieur und Flugzeugbauer, ab 1929 Professor für Luftfahrttechnik an der TH Stuttgart
- Erich Siebel (1891–1961), 1931 bis 1940 und 1947 bis 1957 Direktor der Materialprüfungsanstalt und Ordinarius für Materialprüfung, Werkstoffkunde und Festigkeitslehre
- Wunibald Kamm (1893–1966), von 1930 bis 1945 Professor für Verbrennungsmotoren und Kraftfahrwesen
- Richard Döcker (1894–1968), von 1947 bis 1960 Professor für Städtebau und Wiederaufbau, Bauleiter der Weißenhofsiedlung
- Richard Vogt (1894–1979), Ingenieur und Flugzeugkonstrukteur
- Richard Feldtkeller (1901–1981), Professor für elektrische Nachrichtentechnik von 1936 bis 1966
- Eugen Sänger (1905–1964), Raumfahrtpionier, Vordenker für das Space Shuttle
- Walther Lambert (1908–1987), Bauingenieur, von 1955 bis 1975 Ordinarius des Instituts für Eisenbahn- und Verkehrswesen
- Fritz Leonhardt (1909–1999), von 1957 bis 1974 Professor für Massivbau, 1967 bis 1969 auch Rektor
- Ulrich W. Hütter (1910–1990), von 1965 bis 1980 Professor am Institut für Flugzeugbau, Begründer der heutigen Windenergienutzung
- Karl Ramsayer (1911–1982), Begründer der Integrierten Navigation; Geodätische Astronomie
- John Argyris (1913–2004), Einführung der Finiten Elemente als Berechnungsmethode
- Kurt Lange (1919–2009), Professor für Umformtechnik am IfU (1963–1988)
- Nikola S. Dimitrov (1921–1997), Ingenieur, Ordinarius für Tragwerkslehre und konstruktives Entwerfen
- Gunnar Birkerts (1925–2017), Architekt
- Frei Otto (1925–2015), gründete 1964 das Institut für Leichte Flächentragwerke (IL) und 1969 den Sonderforschungsbereich 64 Weitgespannte Flächentragwerke der Deutschen Forschungsgemeinschaft.
- Rolf Moll (1928–2023), Student der TH, Diplomingenieur, Rennfahrer und Vorstandsvorsitzender der Dekra
- Ulrich Smoltczyk (1928–2023), Bauingenieur, von 1969 bis 1994 ordentlicher Professor für Grundbau- und Bodenmechanik
- Jörg Schlaich (1934–2021), Bauingenieur, von 1974 bis 2000 Direktor des Instituts für Massivbau/Konstruktion und Entwurf II
- Hans-Jörg Bullinger (* 1944), Präsident der Fraunhofer-Gesellschaft
- Paul Levi (1944–2024), Informatiker für KI, Maschinensehen und Massiv-parallele Systeme
- Pieter A. Vermeer (* 1944), niederländischer Bauingenieur, 1994 bis 2009 Professor für Geotechnik
- Ernst Messerschmid (* 1945), Raumfahrer, Professor am Institut für Raumfahrtsysteme
- Werner Sobek (* 1953), Bauingenieur und Architektur, Direktor des Instituts für Leichtbau Entwerfen und Konstruieren
- Rainer Helmig (* 1957), Strömungsmodellierer, Professor am Institut für Wasser- und Umweltsystemmodellierung
- Markus Allmann (* 1959), Architekt und seit 2006 Professor für Raumkonzeptionen und Grundlagen des Entwerfens
- Piero Bruno (* 1962), Architekt und seit Professor für Wohnen und Entwerfen
- Jan Knippers (* 1962), Bauingenieur und seit 2000 Professor für Tragkonstruktionen und Konstruktives Entwerfen
- Eberhard Veit (* 1962), Vorstandsvorsitzender der Festo AG
- Silke Wieprecht (* 1965), Bauingenieurin und seit 2003 Professorin für Wasserbau und Wassermengenwirtschaft am Institut für Wasser- und Umweltsystemmodellierung
- Alexander Schwarz (* 1967), Architekt und seit 2015 Professor für Öffentliches Bauen und Entwerfen
- Sonja Nagel (* 1972), Architektin und seit 2019 Professorin für Gebäudelehre und Entwerfen
- Andrea Zanderigo (* 1974), italienischer Architekt und Hochschullehrer, 2017 bis 2018 Gastprofessor bei Markus Allmann
- Achim Menges (* 1975), Architekt und seit 2008 Professor für Computerbasiertes Entwerfen und Baufertigung
- Katharina Leuschner (* 1975), Architektin, von 2005 bis 2008 akademische Mitarbeiterin, seit 2023 Professorin für Gebäudelehre und Entwerfen, Öffentliche Bauten der TU Dresden
- Søren Linhart (* 1977), Architekt und von 2023 bis 2024 Gastprofessor für Tragkonstruktionen und konstruktives Entwerfen

### Kulturwissenschaften
- Johannes Mährlen (1803–1871), Althistoriker
- Friedrich Theodor Vischer (1807–1887), von 1869 bis 1877 Professor für Deutsche Literatur und Ästhetik
- Wilhelm Zimmermann (1807–1878), von 1847 bis 1851 Professor für deutsche Sprache und Literatur sowie Geschichte
- Wilhelm Lübke (1826–1893), von 1866 bis 1885 Professor für Kunstgeschichte
- Karl Lemcke (1831–1913), von 1885 bis 1903 Ordinarius für Allgemeine Kunstgeschichte und Ästhetik sowie 1892 bis 1895 Rektor der Universität
- Carl Weitbrecht (1847–1904), 1894 Professor für deutsche Literatur, von 1902 bis 1904 Rektor der Universität
- Käte Hamburger (1896–1992), Literaturwissenschaftlerin
- Golo Mann (1909–1994), von 1960 bis 1964 Lehrstuhl für Politische Wissenschaften
- Fritz Martini (1909–1991), seit 1943 Professor für Ästhetik und Allgemeine Literaturwissenschaft
- Max Bense (1910–1990), von 1949 bis 1978 Lehrstuhl für Philosophie und Wissenschaftstheorie
- Elisabeth Walther-Bense (1922–2018), von 1978 bis 1983 Lehrstuhl für Philosophie und Wissenschaftstheorie, erste ordentliche Professorin der Universität Stuttgart
- August Nitschke (1926–2019), von 1960 bis 1994 Lehrstuhl für Mittelalterliche Geschichte
- Eberhard Jäckel (1929–2017), Professor für Neuere Geschichte (von 1967 bis zu seiner Emeritierung 1997)
- Günther Schweikle (1929–2009), Professor für Mediävistik
- Volker Klotz (1930–2023), Literaturwissenschaftler und Experte für Operetten
- Armin Hermann (1933–2024), Professor für Geschichte der Naturwissenschaften
- Reinhard Döhl (1934–2004), einflussreicher Literaturwissenschaftler
- Norbert Conrads (* 1938), bis 2003 Professor für Geschichte der Frühen Neuzeit
- Eckart Olshausen (* 1938), von 1976 bis 2008 Professor für Alte Geschichte
- Heinz Schlaffer (1939–2023), von 1975 bis 2004 Professor für Literaturwissenschaft
- Hans Ulrich Seeber (1940–2025), von 1984 bis 2005 Professor für Neuere Englische Literatur
- Wolfgang Stürner (* 1940), von 1974 bis 2006 Professor für Mittlere und Neuere Geschichte
- Franz Quarthal (1943–2024), Professor für Landesgeschichte
- Folker Reichert (* 1949), seit 1994 Professor für Mittlere Geschichte
- Angelika Karger (* 1952), seit 1986 Privatdozentin für Wissenschaftstheorie
- Holger Sonnabend (* 1956), Professor für Alte Geschichte

### Naturwissenschaften
- Hermann Fehling (1811–1885), wurde 1839 auf Liebigs Vorschlag auf den Lehrstuhl für Chemie an der polytechnischen Schule berufen.
- Martin Wilhelm Kutta (1867–1944), von 1912 bis 1935 Professor für Mathematik; bekannt etwa für die Runge-Kutta-Verfahren
- Erich Regener (1881–1955), Professor für Physik von 1920 bis 1937
- Erwin Schrödinger (1887–1961), Professor 1920, Begründer der Quantenmechanik und Nobelpreisträger
- Paul Peter Ewald (1888–1985), Professor für Physik von 1921 bis 1938 und Rektor von 1932 bis 1933
- Ekkehard Fluck (1931–2021), Professor für Anorganische Chemie von 1968 bis 1979 und Dekan 1970/1971
- Robert Fricke (1895–1950), Professor für Chemie ab 1935
- Hellmut J. F. Bredereck (1904–1981), Professor und Direktor des Instituts für Organische Chemie von 1948 bis 1972 und Rektor von 1959 bis 1961
- Theodor Förster (1910–1974), Professor für Physikalische Chemie an der Technischen Hochschule Stuttgart von 1951 bis 1974, siehe Fluoreszenz-Resonanzenergietransfer
- Hermann Haken (1927–2024), von 1960 bis 1995 Professor für theoretische Physik und Begründer der Synergetik
- Wolfgang Eisenmenger (1930–2016), von 1969 bis 1998 Professor für Experimentalphysik, Leiter des 1. Physikalischen Instituts
- Ulrich Kull (* 1938), Professor für Pflanzenphysiologie/Botanik von 1978 bis 2005
- Erik Grafarend (1939–2020), bis 2005 Professor für Geodäsie, internat. Autor (u. a. Stochastik, Netzdesign, Potentialtheorie, Relativistik)
- Christian Hesse (* 1960), Professor für Mathematik, insbesondere mathematische Statistik
- Jens Weitkamp (1942–2019), Professor für Chemie
- Jörg Wrachtrup (* 1961), Professor für Physik

### Wirtschafts- und Sozialwissenschaften
- Péter Horváth (1937–2022), Professor für Controlling von 1980 bis 2005
- Ulli Arnold (* 1944), Professor für Betriebswirtschaftslehre, insbesondere Investitionsgütermarketing von 1992 bis 2012
- Erich Zahn (* 1940), Professor für Betriebswirtschaftslehre von 1976 bis 2008
- Helge Majer (1941–2006), Professor für Volkswirtschaftslehre von 1979 bis 2005
- Hans-Jürgen Albers (* 1943), apl. Professor, Ökonom und Pädagoge
- Ortwin Renn (* 1951), Professor für Technik- und Umweltsoziologie von 1994 bis 2016
- Ulrich Dolata (* 1959), Professor für Soziologie, seit 2009
- Michael-Jörg Oesterle (* 1960), Professor für Internationales und Strategisches Management, seit 2011
- Georg Herzwurm (* 1961), Professor für Wirtschaftsinformatik, seit 2003
- Andreas Grössler (* 1967), Professor für Produktionswirtschaft, seit 2016
- Burkhard Pedell (* 1967), Professor für ABWL und Controlling, seit 2005
- Birgit Renzl (* 1974), Professorin für ABWL und Organisation, seit 2015
- Alexander Brem (* 1979), Professor für Entrepreneurship in Technologie und Digitalisierung, seit 2020

## Bekannte Absolventen
- Paul Pacher von Theinburg (1832–1906), österreichischer Industrieller und Politiker
- Gottlieb Daimler (1834–1900), deutscher Ingenieur und Konstrukteur
- Adolf Daimler (1871–1913), Sohn Gottlieb Daimlers, Direktor und Mitinhaber der Daimler-Motoren-Gesellschaft
- Max Eyth (1836–1906), Ingenieur und Schriftsteller
- Fritz Henkel (1848–1930), deutscher Unternehmer
- Hans Holzwarth (1877–1953), Entwickler der ersten voll funktionstüchtigen Gasturbine, Ehrendoktor der TH Stuttgart
- Karl Maybach (1879–1960), deutscher Konstrukteur
- Ernst Heinkel (1888–1958), deutscher Ingenieur
- Alfred Berroth (1892–1978), Geodät
- Wunibald Kamm (1893–1966), deutscher Maschinenbauingenieur
- Karl Wilhelm Ochs (1896–1988), deutscher Architekt
- Walter Kreiser (1898–1958), deutscher Flugzeugkonstrukteur
- Alfred Kärcher (1901–1959), deutscher Ingenieur und Gründer der Alfred Kärcher GmbH & Co. KG
- Walter Köngeter (1906–1969), deutscher Architekt, Professor an der Kunstakademie Düsseldorf
- Gego (Gertrud Louise Goldschmidt) (1912–1994), nach Venezuela emigrierte Architektin und Künstlerin
- Günter Behnisch (1922–2010), deutscher Architekt
- Gerold Reutter (1924–2021), deutscher Architekt und Maler
- Heinz Hermann Koelle (1925–2011), 1965 bis 1991 Professor am Institut für Luft- und Raumfahrt der TU Berlin, Mitarbeiter Wernher von Brauns
- Herbert Gassert (1929–2011), ehem. Vorstandsvorsitzender der BBC Mannheim
- Hans-Peter Dürr (1929–2014), deutscher Physiker, „Alternativer Nobelpreis“ Right Livelihood Award (1987)
- Berthold Leibinger (1930–2018), Aufsichtsratsvorsitzender der Trumpf GmbH & Co. KG, Pionier bei der Entwicklung von Werkzeugmaschinen mit numerischer Bahnsteuerung
- Karl Schlecht (1932–2024), deutscher Ingenieur. Erfinder der ersten automatischen Betonverputzmaschine. Gründer der Putzmeister AG
- Jörg Schlaich (1934–2021), deutscher Bauingenieur
- Wolfgang Kermer (* 1935), deutscher Kunsthistoriker, 1971–1984 Rektor der Staatlichen Akademie der Bildenden Künste Stuttgart
- Hermann Scholl (* 1935), ehem. Vorstandsvorsitzender und Aufsichtsratsvorsitzender von Bosch
- Gerhard Ertl (* 1936), deutscher Physiker und Chemiker, Nobelpreis für Chemie (2007)
- Hermann Gaus (* 1936), Vice President Research and Development DaimlerChrysler, Chefentwickler Maybach 57 und Maybach 62
- Frieder Nake (* 1938), deutscher Mathematiker
- Dietrich Haarer (* 1938), deutscher Physiker
- Jürgen Hubbert (1939–2021), ehem. Vorstandsmitglied der DaimlerChrysler AG
- Ulf Merbold (* 1941), deutscher Physiker und Raumfahrer
- Jürgen Weber (1941–2025), Vorstands- und Aufsichtsratsvorsitzender der Lufthansa
- Wieland Backes (* 1946), deutscher Fernsehmoderator (SWR Nachtcafé)
- Martin Winterkorn (* 1947), ehem. Vorstandsvorsitzender der Volkswagen AG
- Siegfried Dais (* 1948), ehem. Vorstandsmitglied von Bosch
- Joachim Schmidt (* 1948), ehem. Senior Vice President Mercedes-Benz-Cars Sales and Marketing
- Thomas Weber (* 1954), ehem. Vorstandsmitglied der Daimler AG
- Volkmar Denner (* 1956), Vorstandsvorsitzender von Bosch
- Martin Jetter (* 1959), ehem. Vorsitzender der Geschäftsführung der IBM Deutschland GmbH, Chairman IBM Europe[9]
- Wilfried Porth (* 1959), Vorstandsmitglied der Daimler AG
- Volker Beck (* 1960), deutscher Politiker (Bündnis 90/Die Grünen)
- Michael Macht (* 1960), Maschinenbauingenieur, ehem. Vorstandsmitglied der VW AG, ehem. Vorstandsvorsitzender der Porsche AG[10], Ehrendoktor der Universität Stuttgart[11]
- Artur P. Schmidt (* 1961), Finanzanalyst/Investor und Publizist. Gründer von Tradercockpit CH
- Eberhard Veit (* 1962), ehem. Vorstandsvorsitzender der Festo AG
- Susanne Eisenmann (* 1964), deutsche Politikerin (CDU)[12]
- Rainer Weitschies (* 1965), deutsch-schweizer Architekt und Hochschullehrer
- Joachim Pfeiffer (* 1967), deutscher Politiker (CDU)
- Dirk Notheis (* 1968), ehem. Vorstandsvorsitzender von Morgan Stanley Deutschland